# Music Monks
Music Monks ist das zweite Studioalbum der Berliner Reggae/Dancehall-Gruppe Seeed. Es wurde am 2. Juni 2003 veröffentlicht. Im Vergleich zum Vorgängeralbum, welches überwiegend ein Reggae/Ska-Album war, sind auf diesem Album auch starke Einflüsse von Dancehall (Music Monks, What You Deserve Is What You Get, Release, Pressure), Ragga (Waterpumpee), Dub (Goldmine) und sogar Hip-Hop (Grosshirn) zu hören.
Der Song Waterpumpee wurde bereits 2002 veröffentlicht und brachte für Seeed den Durchbruch in Jamaika. Noch heute spielt die Band den Song bei fast jedem Konzert. Die Zeile „make man a move inna di dance like junkies“ wird dabei durch Baigorrys Ausruf „das ist für (Name der Stadt) und all die Dancehall-Junkies“ ersetzt.
Von den zwölf Tracks beinhalten sechs deutschsprachige Texte (allesamt von Baigorry geschrieben und vertont), Grosshirn ist sogar komplett auf Deutsch. Einzig in Goldmine ist Baigorry nicht zu hören, wobei es sich um einen Solotrack Nabés handelt, welcher wiederum in What You Deserve Is What You Get, Double Soul, Grosshirn, Fire In The Morning und Jackpot Girl fehlt. Dellé ist in sämtlichen Tracks bis auf Grosshirn und Goldmine zu hören (beziehungsweise auf Double Soul lediglich im Hintergrund).

## Titelliste
| #   | Titel                              | Länge |
| --- | ---------------------------------- | ----- |
| 1.  | Music Monks                        | 3:19  |
| 2.  | What You Deserve Is What You Get   | 3:33  |
| 3.  | Respectness                        | 4:20  |
| 4.  | Release                            | 3:45  |
| 5.  | Pressure                           | 2:32  |
| 6.  | Double Soul (feat. Tanya Stephens) | 3:45  |
| 7.  | Grosshirn                          | 2:47  |
| 8.  | Goldmine                           | 4:10  |
| 9.  | Fire in the Morning                | 2:40  |
| 10. | Waterpumpee (feat. Anthony B)      | 4:17  |
| 11. | Jackpot Girl                       | 3:39  |
| 12. | Love Is the Queen                  | 5:12  |

## Singles

### Music Monks
Die erste Single war Music Monks. Das offizielle Video wurde am 12. Mai 2003 veröffentlicht. Die Dreharbeiten zum Video fanden auf der Wartburg statt. Darin sieht man Seeed als Mönche verkleidet, die u. a. im Festsaal des romanischen Palas der Wartburg tanzen. Baigorry, Dellé und Nabé haben alle eine Strophe (zudem vertonte Baigorry das Outro des Songs), wobei Baigorrys Parts auf Deutsch, die anderen auf Englisch sind. In der internationalen Version singt auch Baigorry seine Strophe auf Englisch.

### What You Deserve Is What You Get
What You Deserve Is What You Get erschien am 3. November 2003 als zweite Single des Albums. Im Video sind Seeed als Steinzeitmenschen verkleidet, die zum ersten Mal die Großstadt betreten. Im Text geht es um einen Mann, der im Leben nichts erreicht hat. Die erste und die zweite Strophe (gesungen und gerappt von Baigorry) sind auf Deutsch, der Refrain und die dritte Strophe (gesungen und gerappt von Dellé) auf Englisch. In der Video-Version tauschen Dellé und Baigorrys zweite Strophe die Plätze. In der internationalen Version wurde die erste Strophe Baigorrys durch eine englischsprachige Nabés ersetzt.
Auf der The Electric Boogie EP finden sich weitere Songs, die dasselbe Riddim wie What You Deserve Is What You Get verwenden, darunter der Song Shake Baby Shake, den Seeed zusammen mit Elephant Man aufnahmen und zwar auch keinem Album zu finden ist, dennoch ist dieser Song einer ihrer beliebtesten.

### Release
Release wurde am 21. Juni 2004 veröffentlicht und war die dritte und letzte Single des Albums. Das Video zeigt Seeed auf einem Konzert in Jamaika. Das Lied ist auch im Videospiel FIFA 2005 enthalten. Es ist die erste Single von Seeed, die nur englische Texte enthält. Der Song basiert auf einem Sample der The-Cure-Single "Close to Me" aus dem Jahr 1985.